# لهجه اصفهانی
لهجه اصفهانی یکی از گویش‌های زبان فارسی است. فارسی اصفهانی گویشی از فارسی معیار است که با آن تفاوت‌های آوایی، واژگانی و گهگاه ساخت‌واژه‌ای دارد. تفاوت اصفهانی با دیگر گویش‌های زبان فارسی، هم در زیر و زبر آوایش واژه‌ها می‌باشد، و هم در آهنگ ادای جمله‌ها است. در اصفهانی، واژه‌هایی نیز بکار می‌رود که در دیگر لهجه‌ها کمتر بکار می‌روند یا فراموش کرده‌اند.
الگوها و طرح‌های آهنگِ گفتارِ لهجهٔ اصفهان، بر اثر توسعه رسانه‌های گروهی در دوران معاصر، تغییراتی حاصل کرده است، به‌طوری که در نسل‌های جوان‌تر الگوهای خاصِ لهجه اصفهان کمتر ملاحظه می‌شود و آن قوس‌های زنجیریِ خاصِ لهجه برخی محو شده و برخی در حال محو شدن است.

## لهجه قدیمی اصفهانی
حبیب برجیان تغییرات زبانی در شهر و منطقهٔ اصفهان را دست‌خوش چهار موج زبانی می‌داند. او معتقد است که موج نخست با استقرار طوایف مهاجر ماد آغاز شد و زبان مادی به تدریج جایگزین زبان ناشناخته‌ای شد که پیش از ورود مادها به اصفهان تکلم می‌شد. موج دوم هم‌زمان با ورود اشکانیان به منطقهٔ ماد بزرگ و اصفهان آغاز شد که منجر به ورود زبان پارتی و اختلاط آن با مادی و سپس جانشینی آن به جای زبان مادی شد. موج سوم مقارن با به قدرت رسیدن ساسانیان بود که سبب ورود زبان زبان پهلوی (پارسی میانه) شد و لایه‌ای بر لایه‌های دیرین افزود. چهارمین موج زبانی نیز به ورود فارسی اشاره دارد که تقریباً معاصر با حکومت صفویان اتفاق افتاده است. بر اساس آثار مکتوب به جای مانده، زبان شهر اصفهان تا قرن هشتم هجری هنوز به فارسی تبدیل نشده بود و این وضعیت تا انتخاب اصفهان به عنوان پایتخت از سوی صفویان هنوز پابرجا بود.
در سده‌های نخست و دوم هجری، میان پارسی رایج در خراسان با پارسی رایج در مناطق مرکزی و جنوبی ایران برخی تفاوت‌های لهجه‌ای وجود داشته است. در پارسی رایج در خراسان وام‌واژه‌های پارتی بیشتر بوده و پارسی مناطق مرکزی و به ویژه جنوبی به پهلوی بیشتر همانندی داشته است. به دلیل اینکه لهجه اصفهانی، از لهجه‌های مرکزی ایران می‌باشد، می‌توان گفت که اصفهانی گونه محاوره‌ای از پهلوی بوده که در اصفهان به آن سخن گفته می‌شده است.
قدیمی‌ترین مآخذی که در آن به لهجه اصفهانی اشاره شده بهینه التقاسیم فی معرفه‌الاقالیم تألیف ابوعبدالله محمدبن احمدالمقدسی در سده چهارم هجری است. بر اساس نوشته‌های ابن مقفع در سده پنجم، مردم اصفهان هنوز با زبان پهلوی کمابیش آشنا بودند و به آن گفتگو می‌کردند.
اوحدی اصفهانی، شاعر سده هشتم، چند غزل به گویش قدیمی اصفهانی سروده است که در دیوانش ثبت است و جزو فهلویات شناخته می‌شود:
| دیم تو خورد و چشم مو تر         |  | هشکش ویکر وان خوزارو                    |
| واتت که سر فلا کروهینی تو ساعتی |  | کین آه سوته دل بهر چه تو وات ایستاده بو |

و همچنین یک بیت دیگر
| او ذیر وراده و یم نارو |  | از بوی تو واذ صبح تارو |

در این چند بیت از اوحدی به گویش قدیمی اصفهانی، با وجود تأثیرپذیری از فارسی دری، هنوز آثار زمان پهلوی مشهود است و تا اندازه‌ای برای دری زبانان نامفهوم است.
همچنین نمونه‌هایی از لهجه اصفهانی مربوط سده هشتم در لطایف عبید زاکانی آمده است.

## نمونه‌های لهجه اصفهانی در ادبیات معاصر
نمونه‌های معاصر از لهجه اصفهانی را می‌توان در کتاب سر و ته یک کرباس یا اصفهان‌نامه محمدعلی جمالزاده که در سال ۱۳۳۵ منتشر شده، یافت. در این کتاب تأکید جمالزاده بر لهجه اصفهانی و کوشش برای ضبط دقیق واژگان به لهجه محلی است.

در سال ۱۳۱۲ شمسی صفحه‌ای به نام «همایون» از جلال تاج اصفهانی، خواننده مشهور پر شد. در این صفحه، تاج ضمن غزل سعدی به مطلع «از تو با مصلحت خویش نمی‌پردازم» این بیت را خوانده است:
گر تو خواهی که بجویی دلم امروز بجوی ورنه بسیار بجویی و نیابی بازم
خواننده در اینجا واج «ج» را در کلمات «بجویی» (دو بار) و «بجوی» به لهجه اصفهانی خود [dz] تلفظ کرده است.

## زیر لهجه‌ها و لهجه‌های وابسته به اصفهانی
لهجه اصفهان کنونی علاوه بر لهجه خاص شهر اصفهان و فلاورجان، لهجه‌های شهرها و روستاهای اطراف آن از جمله دیزیچه وقهرود، کشه، زفره، سده، جرقویه، گز، مورچه خورت، چمگردان دیگر گویش‌های روستایی این منطقه را شامل می‌شود.
در محله‌های مختلف شهر اصفهان، بر اساس تفاوت‌های اجتماعی، تفاوت‌هایی در لهجه اصفهانی وجود دارد. همچنین مهاجرین استان‌های دیگر به ویژه خوزستان باعث تغییرات و پیدایش زیر لهجه‌های اصفهانی شده‌اند.
در اطراف شهر اصفهان رگه‌هایی از گویش‌های باستانی مانند پهلوی و اوستایی وجود دارد و در گفتار روزمره مردمان شهرهایی مانند سده، گز، مورچه خورت و جرقویه هنوز هم می‌توان بسیاری از واژه‌های پهلوی را یافت.

## آواشناسی و دستگاه آوایی
دستگاه آوایی لهجه اصفهانی در برخی موارد با فارسی معیار تفاوت‌هایی دارد که در ادامه به‌شماری از آن‌ها اشاره می‌شود:
- واک ج dʒ در زیرلهجه برخی محله‌های اصفهان به صورت غلیظ dʒ یا واکی میان ج و ز zdʒ ادا می‌شود. این آوا در لهجه اصفهان به سرعت در حال از بین رفتن است.
- در فارسی اصفهانی، گاهی زبر æ به زیر ə دگرگون می‌شود. نمونه‌هایی از آن در جدول زیر آمده است:

| فارسی معیار | فارسی اصفهانی | آوانگاری       |
| ----------- | ------------- | -------------- |
| از          | اِز            | əz             |
| پدر         | پِدِر           | pədər          |
| پسر         | پِسِر           | pəsər          |
| گنبد        | گُمبِز          | gombəz         |
| مگس         | مَگِز یا مِگِز    | mægəz یا məgəz |
| قفس         | قَفِس           | qæfəs          |
| بِزَن         | بِزِن           | bəzən          |
| نمک         | نَمِک یا نِمِک    | næmək یا nəmək |
| نَفَس         | نَفِس یا نِفِس    | næfəs یا nəfəs |
| آدم         | آدِم           |                |
| کَباب        | کِباب          |                |

- دگرگونی a بهā:

حاجی←حَجی
- دگرگونی o به u: : نمونه‌هایی از آن در جدول زیر آمده است:

| فارسی معیار | فارسی اصفهانی | آوانگاری |
| ----------- | ------------- | -------- |
| دکان        | دکون          | dokku:n  |
| شما         | شوما          | u:ma∫    |
| کجا         | کوجا          | ku:dʒʒa  |
| مَردُم        | مَردوم         |          |

- دگرگونی æ به o : نمونه‌هایی از آن در جدول زیر آمده است:

| فارسی معیار | فارسی اصفهانی | آوانگاری |
| ----------- | ------------- | -------- |
| مَغازه       | مُغازه         | moqaze   |
| مناره       | مُنار          | monar    |

- کارواژه (فعل) کمکی است در بیشتر موارد (همچنین در کارواژه‌های گذشته نقلی) به –ِس əs دگرگونی و فرسایش یافته است:

| فارسی معیار | فارسی اصفهانی  | آوانگاری    |
| ----------- | -------------- | ----------- |
| خورده است.  | خوردِس          | xordəs      |
| گفته است.   | گفتِس           | goftəs      |
| چه خَبَر است؟ | چه خَبِرِس؟       | t∫e xæberəs |
| درست است.   | دُرُسِس           | doros(t)əs  |
| بهتر است.   | بهتِرِس یا بِیْتِرس | beyterəs    |
| بس است.     | بَسِس            | bæsəs       |
| خوب است.    | خُبِس            |             |

- شناسه دوم شخص یکان (مفرد) در کارواژه‌های گذشته نقلی به ey فرسایش یافته است:

| فارسی معیار | فارسی اصفهانی | آوانگاری |
| ----------- | ------------- | -------- |
| رفته‌ای      | رفتِیْ          | ræftey   |
| خورده‌ای     | خوردِیْ         | xordey   |
| خوانده‌ای    | خوندِیْ         | xundey   |
| گفته‌ای      | گفتِیْ          | goftey   |

- اجزای ترکیب‌های اضافی و وصفی در فارسی با یک –ِ é به هم پیوند داده می‌شوند. در فارسی اصفهانی این پیوند گاهی با i: انجام می‌شود:

| فارسی معیار | فارسی اصفهانی | آوانگاری      |
| ----------- | ------------- | ------------- |
| درِ باغ      | دری باغ       | dær-i: baq    |
| گلِ قشنگ     | گلی قشنگ      | gol-i: qæ∫æng |
| آدمِ خوب     | آدِمی خُب       | adəm-i: xob   |
| چطوری       | چیطوری        |               |

- آوایش پیوندواژه (حرف ربط) و، در بیشتر موارد به آ دگرگون می‌شود.

| فارسی معیار      | فارسی اصفهانی  |
| ---------------- | -------------- |
| گل و بلبل و سنبل | گلا بلبلا سنبل |
| خوبی و بدی       | خُبیا بدی       |
| شیرین و فرهاد    | شیرینا فرهاد   |

- آوایش پیوندواژه پس، در بیشتر موارد به پَ فرسایش می‌یابد.

| فارسی معیار    | فارسی اصفهانی |
| -------------- | ------------- |
| پس کجایید؟     | پَ کوجایْن؟     |
| پس چرا نمی‌آیی؟ | پَ چرا نیمییَیْ؟ |

- حرف نشانه مفعولی را ، اگر بعد از ضمیر ملکی چسبان بیاید، به ا دگرگون می‌شود

| فارسی معیار    | فارسی اصفهانی |
| -------------- | ------------- |
| کتابت را بخوان | کتابدا بوخون  |
| غذایت را بخور  | غِذادا بخور    |
| میوه‌ها را بشور | میوارا بشور   |

- نشانه جمع (ها)، در بیشتر موارد به ا فرسایش می‌یابد. اگر واژه‌ای به ه پایان یابد، این ه، پیش از جمع بستن با ا، حذف می‌شود

| فارسی معیار | فارسی اصفهانی |
| ----------- | ------------- |
| درخت‌ها      | درختا         |
| بچه‌ها       | بِچا           |
| گربه‌ها      | گربا          |
| آدمها       | آدِما          |

- در ساخت کارواژه امری، گاهی به جای افزودن بِ پیش از ستاک، بی یا بو افزوده می‌شود:

| فارسی معیار | فارسی اصفهانی |
| ----------- | ------------- |
| بنشین       | بیشین         |
| بریز        | بیریز         |
| بگیر        | بیگیر         |
| ببین        | بیبین         |
| بخوان       | بوخون         |
| بگو         | بوگو          |
| بخور        | بُخور          |

- دگرگونی ت به د. برخی نمونه‌ها در جدول زیر آمده است:

| فارسی معیار | فارسی اصفهانی |
| ----------- | ------------- |
| گُفته بودم   | گُفدِه بودم     |
| لباسهایت    | لباساد        |
| درسهایت     | دَرساد         |

## تفاوت‌های دستوری لهجه اصفهانی
لهجه اصفهانی در برخی موارد از نظر دستوری تفاوت‌هایی به پارسی معیار دارد که در ادامه به‌شماری از آن‌ها اشاره می‌شود:
- گاهی برای تأکید بر انجام کاری از دِ استفاده می‌شود:

دِ بیا دِ

دِ برو دِ

دِ پَ چرا نیمیای؟
نوع دیگر تأکید امر، با افزودن یا به کارواژه امر، ایجاد می‌شود:
بُخوریا، بسونیا، بوگویا
- در فارسی اصفهانی، شناسهٔ کارواژه دوم کسِ جمع، در بیشتر موارد این in است.

| فارسی معیار | فارسی اصفهانی  |
| ----------- | -------------- |
| رفتید       | رَفدین          |
| گفتید       | گفدین          |
| می‌رَوید      | می‌رین          |
| می‌گویید     | می‌گویْن migu:yn |

هم چنین نمونه‌های خوبید، خونه‌اید، کجایید، به شکل خُبیند، خونِیند xu:neynd و کوجایند به کار می‌رود.
- شناسهٔ کارواژهٔ دوم کسِ جمع پایان یافته با واکه‌های o, e, a و u را -yn نوشته‌اند. اما افزون برآن (و بیشتر از آن) -ynd نیز به کار می‌رود؛
- گونه‌های می‌گووَم، می‌گووِد و می‌گووَند امروز دیگر کاربردی ندارد و به جای آن‌ها گفته می‌شود: می‌گَم، می‌گِد و می‌گَن (گَند)
- پس از واژه‌های پایان یافته به واکه‌های o , i و u دریکم کسِ یکان و سوم کسِ همخوان‌های y یاv پیش از آن می‌آید: -yand, -yam. و. -vand,-vam
- شناسه‌های -n و -yn به گونهٔ -nd و ynd هم به کار می‌رود
- در بیان نشانهٔ ناشناسه (نکره)، ye peser-i را دربرابر «یک پسری» آورده‌اند. اما گذشته ازین (و بیشتر از این) ye peser-ey (پسری، پسری ناشناخته) گفته می‌شود.
- آمدن e∫ -e∫un در پایان ساخت سوم کس مفرد (میادِش) و جمع نیسندِشون، (نیستند شان)، رَفدَندِشون (رفتند شان)، می‌یاندِشون (می‌آیند شان).
- برای حرف ربط (واو) از (آ) استفاده می‌شود مثلاً نان و پنیر می‌شود نونا پنیر. دوغا گوشفیل (دوغ و گوشفیل) پیچا مهره (پیچ و مهره) مدادا خودکار (مداد و خودکار).

اگر بخواهیم یک جمله جالب از لهجه اصفهانی مثال بزنیم
دای ژون کوژای. به معنای:دایی جان شما کجا هستید

## واژگان ویژه لهجه اصفهانی
در لهجه اصفهانی واژه‌هایی هنوز کاربرد دارد که در دیگر لهجه‌های زبان فارسی یا فراموش شده‌اند یا به گونه دیگری بکار می‌روند.
برخی از کارواژه‌های لهجه اصفهانی:
| اِسِدَن                       | ستاندن، خریدن، گرفتن |                           |                 |
| جَخ                         | تازه، اکنون، الان |                           |                 |
| دایزِه                      | خاله |                           |                 |
| مُنار                       | مناره، برج |                           |                 |
| یُختِه                       | یه کم، کمی |                           |                 |
| دیفال                      | دیوار |                           |                 |
| بَضی                        | بهتر از |                           |                 |
| زُنبَسِه                      | زبان بسته |                           |                 |
| وَخی                        | بَرخیز، بلند شو، بایست |                           |                 |
| تابیدن                     | گشت و گذار کردن |                           |                 |
| تُریدن                      | چرخ خوردن |                           |                 |
| چزوندن (آدِما می‌چِزونِد)      | چزاندن: زخم زبان زدن (به آدم، زخم زبان می‌زند) |                           |                 |
| درا پیش کردن               | در را بستن |                           |                 |
| لووه زدس                   | التماس کرده |                           |                 |
| جَلْد (جلدی بیا اینجا)       | تند (تند/زود بیا اینجا) |                           |                 |
| رفتُ را کردن                | رفت‌وآمد داشتن |                           |                 |
| لولیدن                     | جنبیدن |                           |                 |
| جوریدن                     | دنبال چیزی گشتن |                           |                 |
| جُسَن                        | جُستن، پیدا کردن |                           |                 |
| جِسن                        | جَستن |                           |                 |
| پُکیدن                      | ترکیدن |                           |                 |
| گوسولدن، گوسلیدن           | گسلاندن (پاره کردن) |                           |                 |
| گوسوختن                    | گسیختن |                           |                 |
| کار دادن                   | هنوز کارایی داشتن |                           |                 |
| کوفتن                      | کوبیدن |                           |                 |
| ورمالیدن                   | فرار کردن |                           |                 |
| چوری                       | جوجه |                           |                 |
| ماسماسک                    | یک شیء |                           |                 |
| چوقولی / چوغولی            | غیبت و پشت سر کسی حرف زدن |                           |                 |
| بِسّون                       | بستان - بگیر |                           |                 |
| بِشد گفتم                   | بهت گفتم |                           |                 |
| گُنبِز                       | گنبد |                           |                 |
| غِلاغ                       | کلاغ |                           |                 |
| اَلو گرفت                   | آتش گرفت |                           |                 |
| گُرده                       | کمر |                           |                 |
| چِدِس؟                       | مشکلت چیست؟ |                           |                 |
| مادی                       | جوی آب بزرگ | جوق                       | جوی آب-جوب-مادی |
| چوق                        | چوب |                           |                 |
| خود (در گویش تیران و کرون) | با، همراه با، مثال: ننه خود علی رفت= مادربزرگ با علی (به همراه علی)(توسط علی) رفت. مثال دیگر:هر وقت لباست کثیف شد، خودإ یخده تاید، خودآ یخده خاک اره، بیریز خود ماشین لباسشویی. | ککه یا که که:فضله - سرگین |                 |